# Digah (Masallı)
Digah è un comune dell'Azerbaigian situato nel distretto di Masallı. Conta una popolazione di 3 722 abitanti.